# Klîmivka, Bilokurakîne
Klîmivka (în ucraineană Климівка) este un sat în comuna Oleksandropil din raionul Bilokurakîne, regiunea Luhansk, Ucraina.

## Demografie
Componența lingvistică a localității Klîmivka
     Ucraineană (100%)
Conform recensământului din 2001, toată populația localității Klîmivka era vorbitoare de ucraineană (100%).